# The Floridians
The Floridians sont un club franchisé américain de basket-ball de la ville de Miami et d'autres villes de Floride faisant partie de l'American Basketball Association. La franchise a disparu en 1972 après un rachat avorté voulant déménager la franchise à Cincinnati.

## Noms successifs
- 1967-1968 : Muskies du Minnesota
- 1968-1970 : Floridians de Miami
- 1970-1972 : The Floridians